# Lars Hanson
Lars Hanson est un acteur suédois, de son nom complet Lars Mauritz Hanson, né le 26 juillet 1886 à Göteborg (Suède), mort le 8 avril 1965 à Stockholm (Suède).

## Biographie
Lars Hanson étudie les arts dramatiques, en particulier à la Dramatens elevskola, l'école du Théâtre dramatique royal (en suédois, Kungliga Dramatiska Teatern, abrégé Dramaten) de Stockholm. Il prend des cours auprès de Signe Hebbe. Il débute dans ce théâtre en 1908, entre autres avec deux pièces de Molière, aux côtés de Gustaf Molander qu'il retrouvera plus tard comme réalisateur. Il joue au Dramaten jusqu'en 1964 (122 rôles en tout), interprétant par exemple William Shakespeare, Eugene O'Neill ou August Strindberg. Fait particulier, il participe aux créations mondiales, toujours au Dramaten, de deux pièces d’O'Neill, Le Long Voyage vers la nuit (en 1956, avec Jarl Kulle), puis La Marque du poète (en 1957, avec Eva Dahlbeck), avant leurs créations américaines à Broadway (New York). Et soulignons sa collaboration, à de nombreuses reprises, avec Alf Sjöberg (comme acteur, réalisateur et, surtout, metteur en scène).
Au cinéma, Lars Hanson débute en 1915 et participe à trente-cinq films, majoritairement suédois, dont vingt-quatre films muets. Un de ses films suédois les mieux connus est La Légende de Gösta Berling (tourné en 1923 et sorti en 1924), où il interprète le rôle-titre ; dans un second rôle, une jeune débutante, Greta Garbo, joue pour la deuxième fois avec Hanson (après un court métrage en 1921) ; ce film est réalisé par Mauritz Stiller, avec lequel il tourne plusieurs films (dont son premier). En 1926, il est sollicité par Hollywood pour jouer avec Lillian Gish (à la demande de celle-ci) dans La Lettre écarlate, film réalisé par son compatriote Victor Sjöstrom. Il participe à cinq autres films muets américains jusqu'en 1928, dont le dernier à nouveau avec Lillian Gish (Le Vent) et deux où il retrouve Greta Garbo (La Chair et le Diable et La Femme divine). Mais au moment du passage au parlant, l'accent suédois de l'acteur est jugé rédhibitoire, et Larson repart alors en Europe. Il y tourne un film allemand muet en 1928 (Le Chant du prisonnier, avec Gustav Fröhlich et Dita Parlo) et un film britannique, partiellement sonorisé, en 1929 (The Informer). Par la suite, il apparaît exclusivement dans des films suédois, à partir de 1935 (les deux premiers, en 1935 et 1936, avec une autre jeune débutante, Ingrid Bergman), et pour la dernière fois en 1951. Notons ici qu'il revient aux États-Unis en 1962, où il joue à Broadway (expérience unique), dans une pièce de Strindberg, Le Père (co-produite par le Dramaten).
En 1922, Lars Hanson épouse l'actrice de théâtre et de cinéma Karin Molander (1889-1978) — divorcée en 1918 de Gustaf Molander —, aux côtés de laquelle il joue à plusieurs reprises, au cinéma ou au Dramaten.

## Filmographie complète
- 1915 : Le Poignard (Dolken) de Mauritz Stiller
- 1916 : Guldspindeln (sv) de Fritz Magnussen (en)
- 1916 : Les Ailes (Vingarne) de Mauritz Stiller
- 1916 : Thérèse (Therèse) de Victor Sjöström
- 1916 : Balettprimadonnan (sv) de Mauritz Stiller
- 1917 : La Fille de la tourbière (Tösen från stormyrtorpet), de Victor Sjöström
- 1919 : Le Chant de la fleur écarlate (Sången om den eldröda blomman) de Mauritz Stiller
- 1919 : La Petite Fée de Solbakken (Synnöve Solbakken) de John W. Brunius
- 1919 : Quand l'amour commande (Ett farligt frieri) de Rune Carlsten
- 1920 : La Vengeance de Jacob Vindas (Fiskebyn) de Mauritz Stiller
- 1920 : Vers le bonheur (Erotikon) de Mauritz Stiller
- 1921 : Konsum Stockholm Promo de John Magnus Ragnar Ring (court métrage)
- 1921 : Les Émigrés (De landsflyktige) de Mauritz Stiller

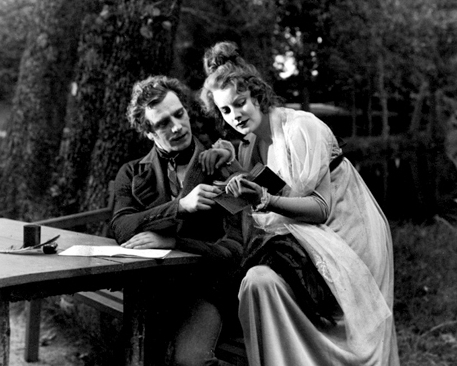
Lars Hanson et Greta Garbo, dans La Légende de Gösta Berling (1924)

- 1924 : La Légende de Gösta Berling (Gosta Berlings saga) de Mauritz Stiller
- 1925 : Les Maudits (Ingmarsarvet) de Gustaf Molander
- 1926 : Vers l'Orient (Till österland) de Gustaf Molander
- 1926 : La Lettre écarlate (The Scarlet Letter) de Victor Sjöström
- 1926 : La Chair et le Diable (Flesh and the Devil) de Clarence Brown
- 1927 : Captain Salvation de John S. Robertson
- 1927 : Buttons de George W. Hill
- 1928 : La Femme divine (The Divine Woman) de Victor Sjöström
- 1928 : Le Vent (The Wind) de Victor Sjöström
- 1928 : Le Chant du prisonnier (Heimkehr) de Joe May
- 1928 : Synd de Gustaf Molander
- 1929 : The Informer d'Arthur Robison
- 1935 : La Nuit de la Saint-Jean de Gustaf Edgren
- 1936 : På Solsidan de Gustaf Molander
- 1937 : Konflikt (en) de Per-Axel Branner (en)
- 1938 : Vingar kring fyren (sv) de Ragnar Hyltén-Cavallius
- 1941 : Första divisionen (en) de Hasse Ekman
- 1942 : Rid i natt! de Gustaf Molander
- 1943 : Det brinner en eld (en) de Gustaf Molander
- 1944 : Excellensen (en) de Hasse Ekman
- 1948 : Intill helvetets portar (sv) de Göran Gentele
- 1951 : Dårskapens hus (en) de Hasse Ekman

## Théâtre (sélection)
Pièces jouées au Dramaten, sauf mention contraire
- 1908 : Les Précieuses ridicules (De löjliga preciöserna) et Le Bourgeois gentilhomme (Borgaren adelsman) de Molière, avec Gustaf Molander
- 1908 : Antigone de Sophocle
- 1908 : Le Demi-Monde (Falska juveler) d'Alexandre Dumas fils, avec Gustaf Molander
- 1909 : Le Dernier Chevalier (Siste riddaren) d'August Strindberg, avec Gustaf Molander
- 1909 : Un client sérieux (Stamgästen) de Georges Courteline
- 1909 : Macbeth de William Shakespeare, avec Gustaf Molander
- 1919 : Le Paria (Paria) d'August Strindberg
- 1922 : Comme il vous plaira (As you Like it ; en suédois Som ni behagar) de William Shakespeare, avec Gustaf Molander
- 1922 : La Huitième Femme de Barbe-Bleue (Riddar Blåskäggs åttonde hustru.) d'Alfred Savoir
- 1922 : Le Pêcheur d'ombres (Skuggorna) de Jean Sarment
- 1924 : Othello ou le Maure de Venise (Othello, the Moor of Venice ; en suédois Othello), avec Alf Sjöberg
- 1924 : L'Avocat (Advokaten) d'Eugène Brieux
- 1928 : L'Homme qui vivait sa vie (Han som fick leva om sitt liv) de Pär Lagerkvist, avec Alf Sjöberg
- 1928 : L'Étrange Intermède (Strange Interlude ; en suédois Sällsamt mellanspel) d'Eugene O'Neill, avec Alf Sjöberg
- 1929 : Le Pélican (Pelikanen) d'August Strindberg
- 1929 : Siegfried de Jean Giraudoux
- 1929 : What Price Glory ? (Ärans fält) de Maxwell Anderson et Laurence Stallings, avec Alf Sjöberg
- 1929 : Le Roi Lear (King Lear ; en suédois Kung Lear) de William Shakespeare, avec Alf Sjöberg
- 1930 : Marius (avec Stig Järrel) et Topaze (avec Renée Björling) de Marcel Pagnol
- 1931 : The Bread-Winner (Fadershjärtat) de William Somerset Maugham, mise en scène et décors d'Alf Sjöberg, avec Renée Björling
- 1933 : Maître Olof (Mäster Olof) d'August Strindberg, avec Renée Björling
- 1933 : Le deuil sied à Électre (Mourning becomes Electra ; en suédois Klaga månde Elektra ; avec Renée Björling) et Désir sous les ormes (Desire under the Elms ; en suédois Blodet ropar under almarna ; mise en scène et décors d'Alf Sjöberg) d'Eugene O'Neill
- 1934 : Amphitryon 38 (Amfitryon 38) de Jean Giraudoux
- 1934 : Le temps est un songe (Tiden är en dröm) d'Henri-René Lenormand, mise en scène et décors d'Alf Sjöberg, avec Inga Tidblad
- 1934 : Leopold, luftkonstnär de Ragnar Josephson, avec Inga Tidblad
- 1935 : Henri IV (Henry IV ; en suédois Henrik IV) de William Shakespeare, mise en scène et décors d'Alf Sjöberg
- 1935 : Le Songe (Ett drömspel) d'August Strindberg, avec Signe Hasso, Gunnar Björnstrand, Renée Björling
- 1935 : Marie Stuart (Maria Stuart) de Friedrich von Schiller, avec Signe Hasso

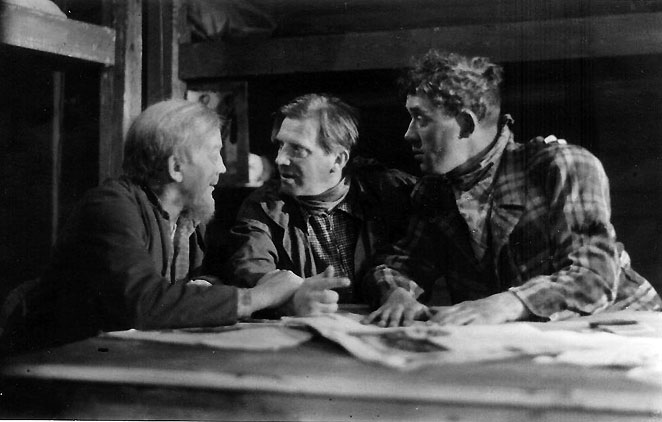
De g. à d. : Axel Högel, Lars Hanson et Holger Löwenadler, dans Des souris et des hommes (1940)

- 1936 : Roméo et Juliette (Romeo and Juliet ; en suédois Romeo och Julia) de William Shakespeare, avec Renée Björling, Inga Tidblad
- 1936 : Crime et Châtiment (Преступление и наказание ; en suédois Brott och Straff), adaptation par Gaston Baty du roman éponyme de Fiodor Dostoïevski, mise en scène d'Alf Sjöberg, avec Renée Björling, Inga Tidblad, Gunn Wållgren
- 1936 : À Damas, 1re partie (Till Damaskus, Del I) d'August Strindberg, avec Gunn Wållgren
- 1938 : Jules César (Julius Caesar) de William Shakespeare, avec Renée Björling, Inga Tidblad
- 1938 : The Masque of Kings (Mayerlingdramat) de Maxwell Anderson, mise en scène d'Alf Sjöberg, avec Renée Björling, Inga Tidblad
- 1939 : Time and the Conways (Tiden och vi) de John Boynton Priestley, avec Inga Tidblad, Gunn Wållgren
- 1939 : Gustave Ier Vasa (Gustav Vasa) d'August Strindberg, avec Renée Björling, Inga Tidblad
- 1940 : Des souris et des hommes (Of Mice and Men ; en suédois Möss och människor), adaptation du roman éponyme de John Steinbeck, mise en scène d'Alf Sjöberg, avec Holger Löwenadler, Gunn Wållgren
- 1940 : Key Largo (Morgondagens män) de Maxwell Anderson, mise en scène d'Alf Sjöberg, avec Viveca Lindfors, Inga Tidblad
- 1940 : Charles XII (Carl XII) d'August Strindberg, mise en scène d'Alf Sjöberg, avec Inga Tidblad
- 1942 : Hamlet de William Shakespeare, avec Gunn Wållgren
- 1942 : La Sonate des spectres (Spöksonaten) d'August Strindberg, avec Mimi Pollak, Inga Tidblad
- 1943 : Le Roi (Kungen) de Robert de Flers, Gaston Arman de Caillavet et Emmanuel Arène, avec Renée Björling, Eva Dahlbeck, Göran Gentele, Ulf Palme, Inga Tidblad
- 1944 : À Damas, 2e partie (Till Damaskus, Del II) d'August Strindberg, avec Anita Björk
- 1946 : Un inspecteur vous demande (An Inspector calls ; en suédois Det är från polisen...) de John Boynton Priestley
- 1946 : Mon père et nous (Life with Father ; en suédois Pappa) d'Howard Lindsay et Russel Crouse, avec Maj-Britt Nilsson, Inga Tidblad
- 1947 : Richard III de William Shakespeare, mise en scène d'Alf Sjöberg, avec Jarl Kulle, Ulf Palme
- 1947 : John Gabriel Borkman d'Henrik Ibsen, mise en scène d'Alf Sjöberg
- 1948 : La Pierre philosophale (De vises sten) de Pär Lagerkvist, mise en scène d'Alf Sjöberg, avec Renée Björling, Ulf Palme
- 1948 : La Femme de ta jeunesse (Din ungdoms hustru) de Jacques Deval, avec Inga Tidblad
- 1949 : La Grand'Route (Stora landsvägen) d'August Strindberg, avec Maj-Britt Nilsson
- 1949 : Anne des mille jours (Anne of the Thousand Days ; en suédois En dag av tusen) de Maxwell Anderson, avec Renée Björling, Max von Sydow, Inga Tidblad
- 1950 : Éric XIV (Erik XIV) d'August Strindberg, mise en scène d'Alf Sjöberg, avec Ulf Palme, Ingrid Thulin
- 1951 : La Commandante Barbara (Major Barbara) de George Bernard Shaw, avec Inga Tidblad
- 1951 : Œdipe roi (Οἰδίπους τύραννος / Oidípous Týrannos ; en suédois Konung Oidipus) de Sophocle
- 1952 : Pygmalion de George Bernard Shaw, mise en scène d'Alf Sjöberg, avec Anita Björk, Renée Björling
- 1953 : Une lune pour les déshérités (A Moon for the Misbegotten ; en suédois Måne för olycksfödda) d'Eugene O'Neill, avec Eva Dahlbeck
- 1954 : Ouragan sur le Caine (The Caine Mutiny Court-Martial ; en suédois Myteriet på Caine), adaptation du roman The Caine Mutiny d'Herman Wouk, avec Allan Edwall
- 1955 : Macbeth de William Shakespeare, avec Allan Edwall, Jarl Kulle
- 1956 : Le Long Voyage vers la nuit (Long Day's Journey into Night ; en suédois Lång dags färd mot natt) d'Eugene O'Neill, avec Jarl Kulle, Ulf Palme, Inga Tidblad (création mondiale)
- 1957 : La Marque du poète (A Touch of the Poet ; en suédois Ett sticke poet) d'Eugene O'Neill, avec Eva Dahlbeck, Inga Tidblad (création mondiale)
- 1958 : Vu du pont (A View from the Bridge ; en suédois Utsikt från en bro) d'Arthur Miller, mise en scène d'Alf Sjöberg
- 1958 : La Maison des cœurs brisés (Heartbreak House ; en suédois Hjärtekrossare) de George Bernard Shaw, avec Eva Dahlbeck, Erland Josephson
- 1959 : La Danse de mort (Dödsdansen) d'August Strindberg
- 1959 : Rosmersholm d'Henrik Ibsen, mise en scène d'Alf Sjöberg, avec Renée Björling, Ulf Palme
- 1960 : À Damas, 1re partie (Till Damaskus, Del I) d'August Strindberg, avec Renée Björling, Erland Josephson
- 1960 : Les Séquestrés d'Altona (Fångarna i Altona) de Jean-Paul Sartre, mise en scène d'Alf Sjöberg, avec Anita Björk, Max von Sydow
- 1962 : Le Père (The Father ; en suédois Fadren) d'August Strindberg (à Broadway, puis au Dramaten)
- 1963 : Philoctète (Φιλοκτήτης / Philoktḗtēs ; en suédois Philoktetes) de Sophocle
- 1963 : Le Vicaire (Der Stellvertreter ; en suédois Ställföreträdaren) de Rolf Hochhuth, avec Erland Josephson
- 1964 : Le Dernier Jour (Den yttersta dagen) de Stig Dagerman, mise en scène d'Ulf Palme